# Tibia fusus
Tibia fusus (nomeada, em inglês, shin-bone tibia ou spindle tibia; em Portugal, tíbia-fuso) é uma espécie de molusco gastrópode marinho pertencente à família Rostellariidae (antes entre os Strombidae). Foi classificada por Carolus Linnaeus, com o nome de Murex fusus (no gênero Murex), em 1758, na obra Systema Naturae; considerada a espécie-tipo do gênero Tibia. É nativa do sudoeste do oceano Pacífico.

## Descrição da concha e hábitos
Concha de coloração creme a alaranjada, alongada, de espiral alta e bem aparente, com superfície lisa e voltas arredondadas (contando-se 18 voltas ao todo), apenas apresentando estrias em sua base. As primeiras voltas de sua concha apresentam um pequeno relevo reticulado ou ondulado. Seu canal sifonal é delicado, longo e fino, retilíneo ou ligeiramente curvo. Lábio externo contendo 5 a 6 prolongamentos destacados em forma de dedos, com suas bordas de um marrom-avermelhado. Columela e interior da abertura de coloração branca. Chegam de 23 a pouco mais de 30 centímetros em suas maiores dimensões. Opérculo córneo, em forma de folha.

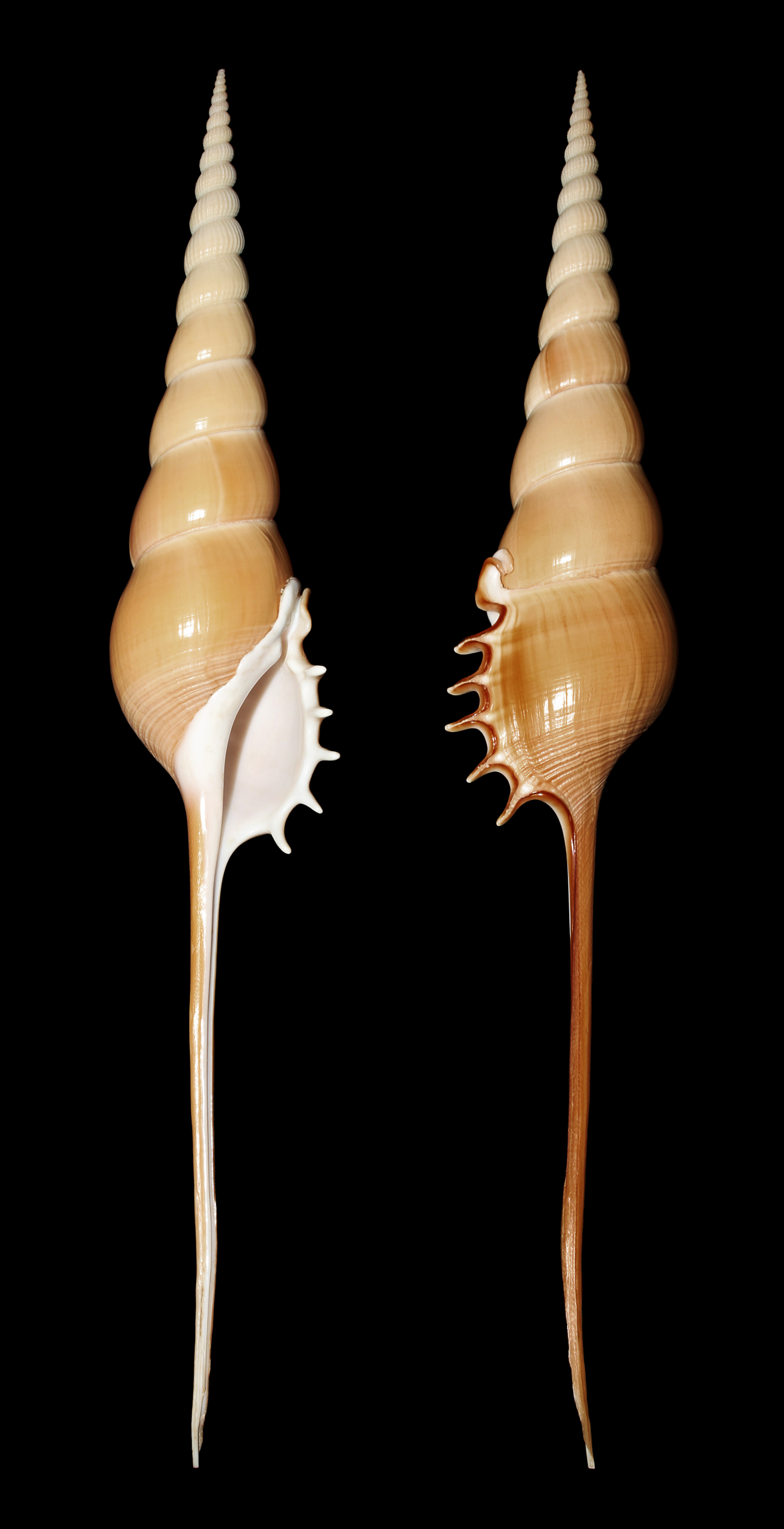
Conchas de T. fusus vistas por baixo e por cima, espécimes das Filipinas.

É encontrada em águas moderadamente profundas, em profundidade de 40 metros, mas podendo ir de 5 a 50 metros, enterrada na areia e com a ponta de seu canal sifonal exposta.

## Distribuição geográfica
Tibia fusus ocorre no Pacífico Ocidental, principalmente nas Filipinas e ao sul de Taiwan, mas também indo do oeste do oceano Índico (na Arábia Saudita) até a Malásia, Indonésia (no Mar de Banda) e Japão.

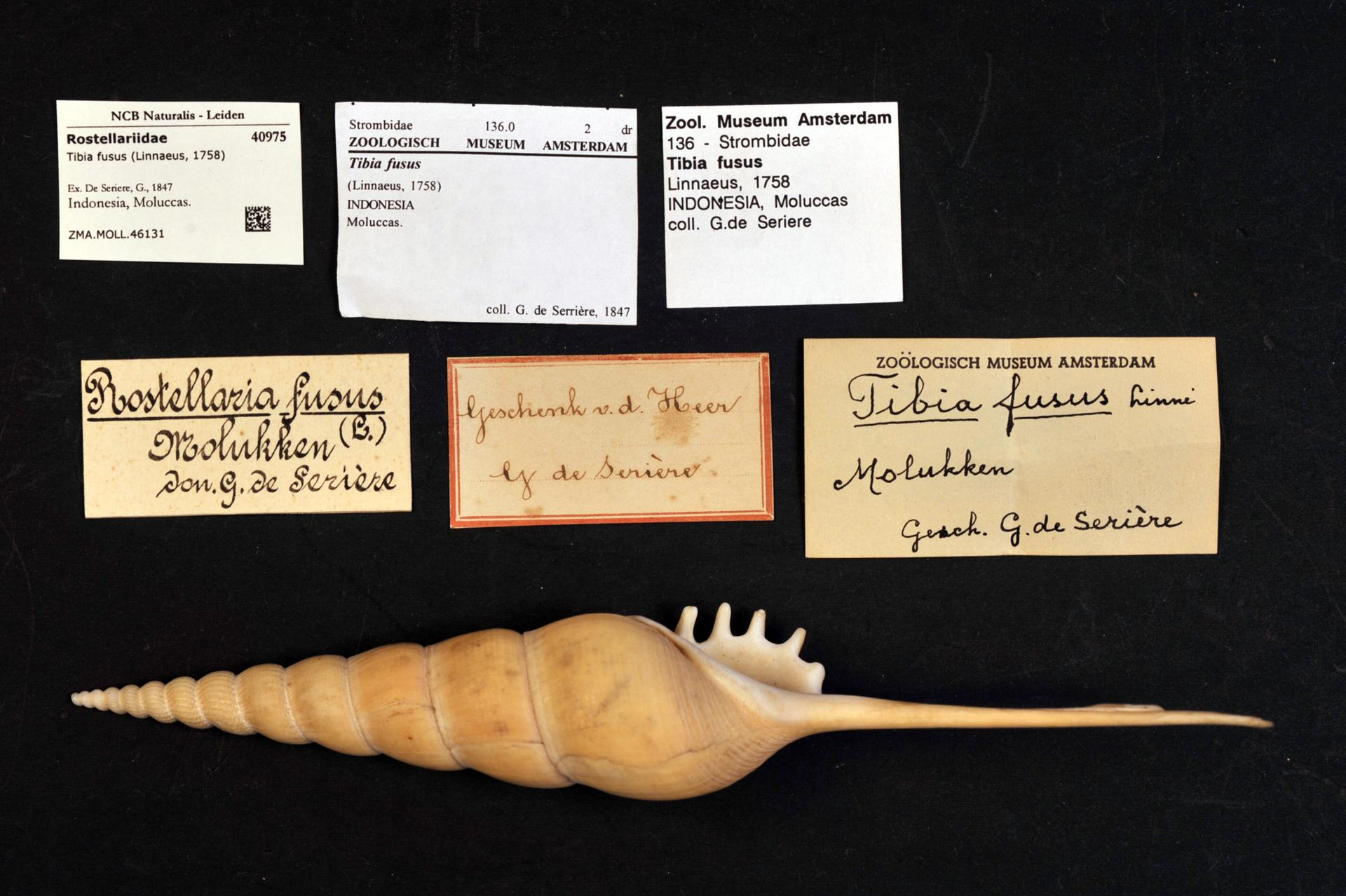
Concha de T. fusus, proveniente das ilhas Molucas, em um museu.